# Obersprockhövel

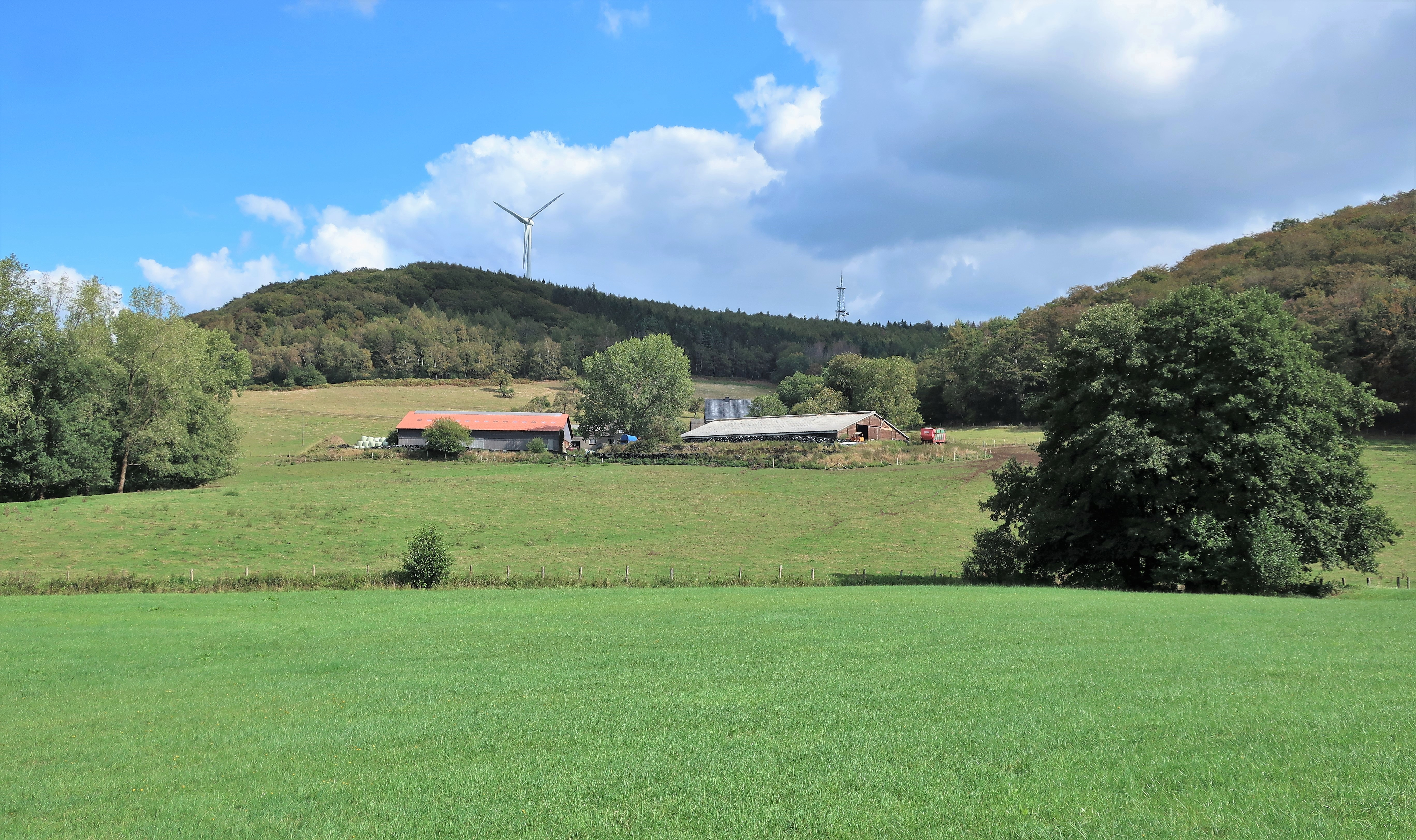
Wohnplatz Kreßsiepen mit Erbstollen in Obersprockhövel

Obersprockhövel ist einer der sechs Stadtteile von Sprockhövel im Ennepe-Ruhr-Kreis in Nordrhein-Westfalen. Bis 1960 war Obersprockhövel eine eigenständige Gemeinde im Amt Blankenstein des Ennepe-Ruhr-Kreises.

## Geographie
Oberspröckhövel liegt zwischen Niedersprockhövel und Haßlinghausen, den beiden größeren Siedlungskernen von Sprockhövel.
Im Gegensatz zu Niedersprockhövel ist Oberspröckhövel eine Streusiedlung, die aus einer alten Bauerschaft ohne dörflichen Siedlungskern hervorgegangen ist. Zu Obersprockhövel gehören unter anderem die Ansiedlungen und Wohnplätze Beisenbruch, Bossel, Brahm, Gethe, Dräing, Kötterei, Kreßsiepen, Leckebüschen, Löhen, Mesewinkel, Nockenberg, Oberdräing, Poppenberg, Pöten, Schmalenberg und Steinnocken.

## Geschichte
Obersprockhövel gehörte ursprünglich zum Amt Blankenstein der Grafschaft Mark und kam nach der Franzosenzeit zum Kreis Hagen in der preußischen Provinz Westfalen. Seit den 1840er-Jahren war Obersprockhövel eine Landgemeinde im Amt Sprockhövel. 1887 kam die Gemeinde zum Kreis Schwelm und 1929 zum Ennepe-Ruhr-Kreis. Am 1. August 1960 wurde Obersprockhövel mit Niedersprockhövel zur Gemeinde Sprockhövel zusammengeschlossen. Am 3. September wurde, im Beisein vom damaligen Ministerpräsident Gustav Heinemann, die größte gewerkschaftliche Bildungsstätte der Welt eröffnet, das IG Metall Bildungszentrum.

## Einwohnerentwicklung
| Jahr | Einwohner | Quelle |
| ---- | --------- | ------ |
| 1871 | 1542      | [ 2 ]  |
| 1885 | 1319      | [ 3 ]  |
| 1910 | 1686      | [ 4 ]  |
| 1939 | 1413      | [ 5 ]  |
| 2016 | 1560      | [ 6 ]  |

## Bürgermeister
Von 1945 bis 1960 war Ludwig Stock Bürgermeister der Gemeinde.

## Wirtschaftsgeschichte
Im Industriezeitalter wandelte sich die Bauernschaft Obersprockhövel zu einer ausgesprochenen Arbeitergemeinde. Obersprockhövel wurde ein Standort der Kleineisenwarenproduktion; außerdem wurden im Gemeindegebiet die Steinkohlezechen Buschbank, Jutermann-Stolln, Friedrich Wilhelm, Kleine Windmühle und Molly II betrieben.

## Sport
Der SC Obersprockhövel ist ein lokaler Sportverein.